# Festival de Cine de Alicante
El Festival de Cine de Alicante es un festival de cine que se celebra desde 2004 en la ciudad de Alicante. Se creó con el fin de apoyar y difundir la cultura cinematográfica y sus diferentes variantes como las secciones de cortometrajes y largometrajes.

## Historia
El Festival de Cine de Alicante surge en 2004. Cuenta desde su inicio con una sección dedicada a los cortometrajes, a la que se uniría posteriormente una nueva sección oficial de concurso de Largometrajes. Asimismo, se entregan los premios "Premio de Honor", "Lucentum" y "Ciudad de Alicante" a realizadores y actores, bien por los trabajos realizados en los últimos años, o por su amplia trayectoria profesional. 
El Festival de cine de Alicante está dirigido por el realizador Vicente Seva.

## Premios Honoríficos

### Premio de Honor "Ciudad de Alicante"
Galardón con el que se distingue el trabajo realizado por actores con una dilatada trayectoria en el cine español
- 2024 - Héctor Alterio
- 2023 - Karra Elejalde
- 2022 - Susi Sánchez
- 2021 - Kiti Mánver
- 2020 - Pedro Casablanc
- 2019 - Ana Wagener
- 2018 - Blanca Portillo
- 2017 - Antonio Resines
- 2016 - Juan Echanove
- 2015 - Eduard Fernández
- 2014 - Goya Toledo
- 2013 - Maribel Verdú
- 2012 - Ángela Molina
- 2011 - José Coronado
- 2010 - Gabino Diego
- 2009 - Mercedes Sampietro
- 2008 - Emilio Gutiérrez Caba
- 2007 - José Sancho
- 2006 - Terele Pávez
- 2005 - Imanol Arias
- 2004 - Juanjo Puigcorbé

### Premio "Ciudad de Alicante"
Galardón con el que se distingue el trabajo de jóvenes promesas del panorama cinematográfico
- 2024 - Javier Pereira
- 2023 - Nathalie Poza
- 2022 - Dani Rovira
- 2021 - Inma Cuesta
- 2020 - Marta Etura
- 2019 - Juana Acosta
- 2018 - Verónica Echegui
- 2017 - Irene Escolar
- 2016 - Marian Álvarez
- 2015 - Úrsula Corberó
- 2014 - Hugo Silva
- 2013 - Natalia Verbeke
- 2012 - Mario Casas
- 2011 - Amaia Salamanca
- 2010 - Fernando Tejero
- 2009 - Raúl Arévalo
- 2008 - Lucía Jiménez
- 2007 - Pilar López de Ayala
- 2006 - Ernesto Alterio
- 2005 - Belén Rueda
- 2004 - Antonia San Juan

### Premio "Lucentum, Ciudad de la Luz"
Galardón con el que se distingue la labor realizada por diferentes directores cinematográficos
- 2024 - Javier Fesser
- 2023 - Alejandro Amenábar
- 2022 - Fernando González Molina
- 2021 - Isabel Coixet
- 2020 - Rodrigo Sorogoyen
- 2019 - Jaime Chávarri
- 2018 - María Ripoll
- 2017 - Fernando Colomo
- 2016 - Imanol Uribe
- 2015 - Mariano Barroso
- 2014 - Agustín Díaz Yanes
- 2013 - Rodrigo Cortés
- 2011 - Daniel Monzón
- 2010 - Eusebio Poncela
- 2009 - Jaume Balagueró y Paco Plaza
- 2008 - Álex de la Iglesia
- 2007 - Bigas Luna
- 2006 - Gracia Querejeta
- 2005 - Achero Mañas
- 2004 - Miguel Bardem

### Premio "Toda una vida"
Galardón con el que se distingue el trabajo realizado por actores con amplia trayectoria en el cine español
- 2015 - Álvaro de luna
- 2014 - Juan Diego
- 2013 - José Sacristán
- 2012 - Asunción Balaguer
- 2011 - Concha Velasco
- 2010 - Antonio Ozores
- 2009 - Paul Naschy
- 2007 - Manuel Alexandre

### Premio del Público "Ciudad de Alicante"
Galardón otorgado por el público con el que se distingue el trabajo de jóvenes promesas del panorama cinematográfico
- 2009 - Miguel Ángel Silvestre

### Premio Especial "Ciudad de Alicante"
Galardón con el que se distingue la trayectoria profesional en un determinado género de cine (secciones invitadas en cada edición)
- 2011 - Fele Martínez
- 2010 - Fernando Guillén Cuervo
- 2009 - Sección invitada: Cine fantástico y terror: Narciso Ibáñez Serrador y Paul Naschy
- 2008 - Ornella Muti y Maria de Medeiros

## Palmarés

### Premios de la Sección Oficial de Largometrajes
MEJOR PELICULA TESELA DE ORO
- 2017 - Selfie, de Victor García León
- 2016 - La puerta abierta, de Marina Seresesky
- 2015 - Los Héroes del Mal, de Zoe Berriatúa
- 2014 - El Rayo , de Ernesto de Nova Roldán y Fran Araújo
- 2013 - Los Increíbles, de David Valero
- 2012 - Del lado del verano, de Antonia San Juan
- 2011 - El hombre de las mariposas, de Maxi Valero

MEJOR DIRECTOR TESELA DE PLATA
- 2017 - Selfie, de Victor García León
- 2016 - Félix Sabroso, por El tiempo de los monstruosl
- 2015 - Zoe Berriatúa, por Los Héroes del Mal
- 2014 - Ernesto de Nova Roldán y Fran Araújo, por El rayo
- 2013 - Paco R. Baños, por Ali’
- 2012 - Miguel Ángel Toledo, por La senda

MEJOR ACTOR TESELA DE PLATA
- 2017 - Jaime Linares, por Inocente
- 2016 - Juanjo Puigcorbé, por Juegos de familia
- 2015 - Jorge Clemente y Emilio Palacios, por Los Héroes del Mal
- 2014 - Manuel Zarzo, por Blockbuster
- 2013 - Darío Frías, por Esto no es una cita
- 2012 - Gustavo Salmerón, por La senda
- 2011 - Pedro Reyes, por La curva de la felicidad

MEJOR ACTRIZ TESELA DE PLATA
- 2017 - Natalia Roig, por El intercambio
- 2016 - Terele Pávez y Carmen Machi , por La puerta abierta
- 2015 - Beatriz Medina, por Los Héroes del Mal
- 2014 - Aida Folch, por El amor no es lo que era
- 2013 - Nadia de Santiago, por Ali
- 2012 - Macarena Gómez, por Del lado del verano
- 2011 - Silvia Rey, por Sin cobertura

### Premios de la Sección Oficial de Cortometrajes
MEJOR CORTOMETRAJE
- 2016 - La señora Jesus Mari, de Aitor Arenas
- 2015 - Bikini, de Óscar Bernacer
- 2014 - La niña, de Alberto Carpintero
- 2013 - Hotel, de José Luis Alemán
- 2012 - Circus, de Pablo Remón
- 2011 - La gran carrera, de Kote Camacho
- 2010 - El opositor, de María Giráldez y Miguel Provencio
- 2009 - The Werepig, de Sam
- 2008 - 18 segundos, de Bruno Zacharías y Miguel López “Macgregor”
- 2007 - El Futuro está en el Porno, de Vicente Villanueva
- 2006 - Morir, dormir, soñar, de Miguel del Arco
- 2005 - La China, de Antonia San Juan

MEJOR DIRECTOR
- 2016 - Adán Aliaga, por The walker
- 2015 - Patricia Font, por Café para llevar
- 2014 - Ignacio Tatay, por Mano a mano
- 2013 - César Espada, por Optima Life
- 2012 - Nacho Ruipérez, por La victoria de Úrsula
- 2011 - Kote Camacho, por La gran carrera
- 2010 - Luis Soravilla, por Adiós papá adiós mamá
- 2009 - Lucas Figueroa, por Porque hay cosas que nunca se olvidan
- 2008 - David Valero, por Niños que nunca existieron
- 2007 - Vicente Villanueva, por El Futuro está en el Porno
- 2006 - Miguel del Arco, por Morir, dormir, soñar

MEJOR ACTOR
- 2016 - Íñigo Salinero, por La señora Jesusmari
- 2015 - Armando del río, por Nemo
- 2014 - Luis Bermejo, por Todo un futuro juntos.
- 2013 - Carlos Blanco, por Desayuno con diadema
- 2012 - Antonio Gómez, por Ella y yo
- 2011 - Exequo actores, por Amistad
- 2010 - Enrique Villén, por Adiós papá adiós mamá
- 2009 - Gustavo Salmerón, por Lala
- 2008 - José Sacristán, por Paseo
- 2007 - Javier Veiga, por Sálvame!
- 2006 - Ginés García Millán, por Morirdormirsoñar

MEJOR ACTRIZ
- 2016 - Nina Rancel, por Normal
- 2015 - Alejandra Jiménez, por Café para llevar
- 2014 - Macarena Gómez, por La niña
- 2013 - Yailene Sierra, por La boda
- 2012 - Terele Pávez, por La victoria de Úrsula
- 2011 - Petra Martínez, por El barco pirata
- 2010 - Carmen Ruiz, por La rubia de pinos puente
- 2009 - Ana Rayo, por Consulta 16
- 2008 - Mariví Bilbao y Cristina Plaza, por Alumbramiento
- 2007 - Marta Belenguer, por El Futuro está en el Porno
- 2006 - Ana Wagener, por Morir, dormir, soñar

### Premios de la Sección Oficial de TV Movies
MEJOR TV MOVIE
- 2010 - Cuatro estaciones, de Marcel Barrena
- 2009 - Bajo el mismo cielo, de Sílvia Munt
- 2008 - Paciente 33, de Sílvia Quer
- 2007 - Masala, de Salvador Calvo
- 2006 - Omar, de Pau Martínez

### Premios de la Crítica Sergio Balseyro
LARGOMETRAJES
- 2016 - Neckan, de Gonzalo Tapia
- 2015 - El arca de Noé, de David Valero y Adán Aliaga
- 2014 - El Rayo, de Ernesto de Nova Roldán y Fran Araújo
- 2013 - Los Increíbles, de David Valero
- 2012 - En fuera de juego', de David Márquez
- 2011 - El hombre de las mariposas, de Maxi Valero

CORTOMETRAJES
- 2013 - Voice Over, de Martín Rosete
- 2012 - ¿De qué se ríen las hienas?, de Javier Veiga
- 2011 - Uniformadas, de Irene Zoe Alameda
- 2010 - The End, de Eduardo Chapero Jackson
- 2009 - Dos manos zurdas y un racimo de ojos manchados de gris, de Antonio Trashorras
- 2008 - Alumbramiento, de Eduardo Chapero Jackson
- 2007 - Elena quiere, de Lino Escalera
- 2006 - Avatar, de Lluis Quílez

TV MOVIES
- 2010 - Cuatro estaciones, de Marcel Barrena
- 2009 - Las manos del pianista, de Sergio G. Sánchez
- 2008 - El payaso y el führer, de Eduard Cortés
- 2006 - Omar Martínez, de Pau Martínez